# Танджиле (регион)
Танджиле (на френски: Tandjilé) е регион в Чад. Столица е град Лаи. Площта му е 18 045 кв. км.

## Единици
Регионът включва 2 департамента:
| Департамент      | Столица | Под-префектури                         |
| ---------------- | ------- | -------------------------------------- |
| Източен Танджиле | Лаи     | Лаи, Гидари, Дересия, Доно Манга, Ндам |
| Западен Танджиле | Кело    | Кело, Бере, Дафра, Делбиан             |

## Население
По данни от 2007 година населението на региона възлиза на 644 000 души, с гъстота от 35,7 души/кв.км.
През 1993 година населението е възлизало на 458 240 души, като от тях 442 876 са били с постоянно пребиваване в населените места (в селата 385 537; в градовете 57 339), а 15 364 са били номади.
По данни от 2009 година населението на региона възлиза на 661 906 души.
Основните етнически групи са марба (19,85 %), нангшере (13,62 %), леле (13,93 %), нгамбаи (12,62 %) и габри (10,61 %).